# Angelika Kutsch
Angelika Kutsch (* 28. September 1941 als Angelika Olschewski in Bremerhaven) ist eine deutsche Schriftstellerin und literarische Übersetzerin.

## Biografie
Kutsch arbeitete nach dem Besuch einer Handelsschule mehrere Jahre als Büroangestellte. Sie lernte Schwedisch und hielt sich wiederholt in Schweden auf. Später war sie als Lektorin in einem Hamburger Kinderbuchverlag tätig. Ihre Aufenthalte in Schweden verarbeitete sie in ihren ersten beiden Jugendbüchern für Mädchen, denen eine Reihe weiterer erzählender Werke folgte. Inzwischen hat sich Angelika Kutsch vor allem als Übersetzerin von schwedischer Kinder- und Jugendliteratur, aber auch von Werken aus dem Norwegischen und Dänischen, einen Namen gemacht. 1975 erhielt sie den Sonderpreis zum Deutschen Jugendbuchpreis für ihren Roman Man kriegt nichts geschenkt. 2014 wurde sie mit dem Sonderpreis des Deutschen Jugendliteraturpreises für ihr übersetzerisches Gesamtwerk ausgezeichnet. 2016 erhielt sie zusammen mit dem Autor Håkon Øvreås und dem Illustrator Øyvind Torseter für das von ihr übersetzte Kinderbuch Super-Bruno den Luchs des Jahres.

## Werke
- Der Sommer, der anders war, Stuttgart 1966
- Abstecher nach Jämtland, Stuttgart 1970
- Man kriegt nichts geschenkt, Stuttgart 1973
- Eine Brücke für Joachim, Recklinghausen 1975
- Rosen, Tulpen, Nelken ..., Hamburg 1978
- Nichts bleibt wie es ist, Ravensburg 1979
- Liebe Malin oder Nie wieder dein Hänschen, Hamburg 1980
- Micki malt das Meer, Hamburg 1983
- Hauptsache, wir sind Freunde, Hamburg 1985
- Billi möcht gern Pferde streicheln, Hamburg 1989
- Man müßte alles anders machen, Hamburg 1989
- Angelika Kutsch erzählt vom Büchermachen, Hamburg 1993
- Familie Maus gibt niemals auf, Ravensburg 1998

## Herausgeberschaft
- Träume brauchen nicht viel Platz, Hamburg 1984
- Schön und klug und dann auch noch reich, Hamburg 1985
- Erzähl mir, wie ich früher war, Hamburg 1995
- Weihnachten, als ich klein war, Hamburg 1996

## Übersetzungen (Auswahl)
- Åke Edwardson: Allem, was gestorben war, München 2003
- Ann Forslind: Kleine große Schwester, Hamburg 1997
- Anna Grossnickle Hines: Behalt doch deinen alten Hut!, Ravensburg 1990
- Anna Höglund: Am Anfang war es dunkel ..., Hamburg 1991
- Anna Lyrevik: Der beste Samstag der Welt, Hamburg 2007
- Anna-Clara Tidholm: Heut schlafe ich bei Frederik, Ravensburg 1993
- Anne Pedersen: Herr Flucht auf der Flucht, Hamburg 1996
- Annica Wennström: Wenn der Schnee schmilzt, Berlin 2007
- Annika de Ruvo: Was ist in meinem Körper los?, Ravensburg 1981
- Annika Holm: Hau ab, sagt Mathilda, München [u. a.] 1997
- Annika Skoglund: Mit 15 Jahren, Stuttgart 1972
- Annika Thor: Eine Bank am Seerosenteich, Hamburg 1999
- Arne Norlin: Die Geschichte vom traurigen Nilpferd, München 1993
- Astrid Lindgren: Pippi im Park, Hamburg 2001
- Barbro Lindgren: Aber Benny!, Hamburg 1999
- Beate Audum: Mads und Nolo im Schirmbaum, Hamburg 1981
- Birgitta Stenberg: Billy und das Monster, Hamburg 1995
- Bjarne Reuter: Als die Sonne verkauft werden sollte, Hamburg 1986
- Bo R. Holmberg: Hexenjunge, Ravensburg 2000
- Carl-Anders Norrlid: Die Reise nach Kalajoki, Hamburg 1985
- Casper Verner-Carlsson: Das große Buch vom Angeln, Hamburg 1994
- Catarina Kruusval: Egon und Kalle Fuchs, Hamburg 1997
- Cecilia Torudd: Hilfe, ich werde erwachsen!, Hamburg 2004
- Christina Björk: Auf den Spuren von Alice im Wunderland, München 1995
- Christina Palmgren: Das bist du, dein Körper, Stuttgart 1972
- Dinie Akkerman: Oskar Elefant wird König, Hamburg 1994
- Elsi Rydsjö: Der Flug der Schwäne, München 2002
- Eva Bexell: Kleine Schufte oder Das Klavier brennt, Reinbek bei Hamburg 1997
- Eva Boëthius: Mein Pony heißt Freitag, München 1990
- Eva Wikander: Saat der Gewalt, München 1995
- George Johansson: Willy Werkel baut ein Auto, Hamburg 1994
- Gertrud Malmberg: Eine Hexe in unserem Haus, Mödling [u. a.] 1993
- Gitte Spee: Lach doch wieder, Bruno, Hamburg 1995
- Görel Kristina Näslund: Anton im Garten, Reinbek 1988
- Grethe Fagerström: Peter, Ida und Minimum, Ravensburg 1979
- Gull Åkerblom: Voll in Fahrt, München 2002
- Gun Jacobson: Die Ragulka-Bande, Berlin [u. a.] 1993
- Gunilla Bergström: Bist du feige, Willi Wiberg?, Hamburg 1987
- Gunilla Hansson: Ein Baby für Klara, Ravensburg 1991
- Gunilla Linn Persson: Ama taram, Hamburg 1995
- Gunilla Wolde: Twiggy, unser erstes Pferd, Hamburg 1978
- Gunnel Beckman: Ein Vorrat an Liebe, Würzburg 1983
- Gunnel Linde: Jaja, die Katze und der alte Mann, Reinbek 1987
- Hannele Norrström: Das Goldmädchen, Hamburg 1997
- Hans Peterson: Als wir eingeschneit waren, Hamburg 2000
- Haruko Östergren: Schnüff, Schnüff, Hamburg 2003
- Heddi Böckman: Galoppsprung ins Glück, München 1998
- Henning Mankell: Das Geheimnis des Feuers, Hamburg 1997
- Ilon Wikland: Die lange, lange Reise, Hamburg 1996
- Inger Brattström: Wer hat Mirja gesehen, München 1998
- Inger Frimansson: Wolken, Wind und Islandpferde, München 1999
- Ittla Frodi: Sturmwind und Kleine Wolke, München 1998
- Jacob Forsell: Astrid Lindgren, Hamburg 2007
- Jan Mogensen: Super, Knirps und Flocke gehen angeln, Zürich [u. a.] 1984
- Janet Ahlberg: Baby sucht Mama, Hamburg 1990
- Jannike Molander: Maifeuer, Hamburg 1981
- Jason Gaes: Mein Name ist Jason Gaes, Reinbek 1989
- Jujja Wieslander: Mama Muh baut ein Baumhaus, Hamburg 1996
- Kajsa Asklöf: Felicias große Reise, München 2003
- Kari Grossmann: Ich zeig dir mein Haus, Hamburg 2000
- Katarina Kieri: Ich dachte. An ihn, Hamburg 2004
- Kerstin Johansson: Dort, wo keine Margeriten blühen, Wien 1994
- Kerstin Ljunggren: Astrid Lindgren, Hamburg 1992
- Kerstin Thorvall: Als ich Shirley Temple liebte, Reinbek 1988
- Kristin Dahl: Zahlen, Spiralen und magische Quadrate, Hamburg 1996
- Kristina Sandberg: Untergehen kannst du nicht, Hamburg 2000
- Lars Klinting: Kasimir backt, Hamburg 1997
- Lars Rudebjer: Das Farbenfest, Ravensburg 1991
- Lasse Ekholm: Kalle Karlsson und die Elstern, Hamburg 1987
- Laurence Anholt: Der Sonnenblumen-Mann, Hamburg 1995
- Leif Kristiansson: Das ist nicht meine Schuld, München 1975
- Lena Anderson: Majas kleiner Garten, München 1988
- Lena Arro: Fröhliche Weihnachten, sagte Makrelen-August, Hamburg 1995
- Lena Kallenberg: Das Apfelsinenmädchen, Stuttgart [u. a.] 2000
- Lena Karlin: Malte macht gern Zaubermurks, Hamburg 1990
- Lennart Nilsson: Ein Kind entsteht, München 1990
- Lieve Baeten: Gute Fahrt, Tim, Hamburg 1998
- Liina Talvik: Ein Hauch von Vanille, Hamburg 2001
- Maja Hjertzell: Preiselbeersommer mit Oskar, Hamburg 2003
- Måns Gahrton: Hat Oma Flügel?, Hamburg 1999
- Margit Geijer: Lina bei den Wölfen, Ravensburg 1997
- Mari Osmundsen: Das Sonnenkind, Hamburg 1990
- Maria Gripe: Die Kinder des Glasbläsers, Stuttgart 1977
- Maria Hede: Spiegelblicke, Würzburg 1990
- Marie Peterson: Du denkst, du weißt alles, Zürich 2006
- Marit Kaldhol: Abschied von Rune, München 1987
- Marit Nordby: Ole-Martin redet ohne Worte, Hamburg 1981
- Mats Wahl: Därvarns Reise, München [u. a.] 1995
- Mauri Kunnas: Hilfe, es spukt!, Hamburg 1994
- Moni Nilsson-Brännström: Tsatsiki, Blutsbrüder und andere Geschwister, Hamburg 2001
- Monika Larsson Imvik: Sheriff und Große Gefahr, Hamburg 2003
- Nan Inger: Dein für ewig, C., München 1994
- Niklas Rådström: Robert und der unsichtbare Mann, Stuttgart [u. a.] 1996
- Nina Matthis: Nellies Geheimnisse, Hamburg 2004
- Ninne Olsson: Lilian und ich, Hamburg 2002
- Ole Lund Kirkegaard: Die Strolche von Vinneby, Hamburg 1982
- Olof Landström: Blaubeerland, Hamburg 1999
- Pelle Eckerman: Linsen, Lupen und magische Skope, Hamburg 1991
- Peter Christian Asbjørnsen: Die Geschichte vom dicken, fetten Pfannkuchen, Hamburg 1982
- Ragnar Ohlsson: Der Sinn des Lebens, München [u. a.] 1999
- Ragnhild Nilstun: Als Papa fast verlorenging, Hamburg 1990
- Rickard Fuchs: Diät satt!, Hannover 1996
- Rita Törnqvist: Der Weihnachtskarpfen, Hamburg 1991
- Rolf Lidberg: Familie Troll, Hamburg 1995
- Rose Lagercrantz: Aus Metteborgs wildbewegtem Schulleben, Hamburg 1994
- Selma Lagerlöf: Nils Holgersson, Hamburg 1991
- Siv Widerberg: Als das kleine Mädchen verlorenging, Hamburg 1990
- Stefan Casta: Der Fall Mary-Lou, Hamburg 2000
- Susin Lindblom: Eine Schwester für Jule, München 1989
- Sven Nordqvist: Armer Pettersson, Hamburg 1988
- Svend Otto S.: Der Drache und die kleinen Seetrolle, Hamburg 1991
- Sven-Olof Lorentzen: Max, der Dachs, Reinbek 1987
- Thomas Kanger: Sing wie ein Vogel, Berlin 2004
- Thomas Svensson: Was macht das Baby in Mamas Bauch?, Hamburg 1998
- Tim Davys: Amberville, München 2008
- Tord Nygren: Jakob macht Ferien, Hamburg 1994
- Tove Jansson: Winter im Mumintal, Hamburg 2000 (zusammen mit Dorothea Bjelfvenstam)
- Ulf Malmgren: Joel und Lena, Aarau [u. a.] 1980
- Ulf Nilsson: Als ich klein war, war ich groß und stark, Hamburg 1992
- Veronica Wägner: Vier Hühner auf Reisen, Hamburg 1998
- Viveca Lärn: Alles wegen Valentino, Hamburg 1993
- Vivian Zahl Olsen: Paulchen Bär, Erlangen 1989
- Wenche Blomberg: Katzenfreud, Katzenleid, Reinbek 1987
- Åke Edwardson: Das vertauschte Gesicht, München 2001
- Åke Edwardson: Der Himmel auf Erden, München 2002
- Åke Edwardson: Der Jukebox-Mann, Berlin 2004
- Åke Edwardson: Drachenmonat, Hamburg 2008
- Åke Edwardson: Geh aus, mein Herz, Berlin 2004
- Åke Edwardson: In alle Ewigkeit, München 2002
- Åke Edwardson: Rotes Meer, Berlin 2008
- Åke Edwardson: Samuraisommer, Hamburg 2006
- Åke Edwardson: Segel aus Stein, München 2003
- Åke Edwardson: Toter Mann, Berlin 2009
- Åke Edwardson: Zimmer Nr. 10, Berlin 2006
- Anna Grossnickle Hines: Keine Angst, ich verlier dich nicht, Ravensburg 1988
- Anna Grossnickle Hines: Vielleicht hilft ein Pflaster, Ravensburg 1987
- Anna Höglund: Feuerland ist viel zu heiß!, Hamburg 1995
- Annika Holm: Eine neue Familie für Marie, München [u. a.] 2001
- Annika Holm: Hilf mir, Mathilda!, München [u. a.] 1999
- Annika Thor: Ein Kaninchen für Alva, Hamburg 2005
- Annika Thor: Ein rotes Herz, ein blauer Schmetterling, Hamburg 2003
- Annika Thor: Eine Insel im Meer, Hamburg 1998
- Annika Thor: Geschichten von Anton, Hamburg 2009
- Annika Thor: Geschichten von Lena, Hamburg 2009
- Annika Thor: Ich hätte nein sagen können, Weinheim [u. a.] 1998
- Annika Thor: In der Tiefe des Meeres, Hamburg 2000
- Annika Thor: Offenes Meer, Hamburg 2000
- Annika Thor: Wie ein brennender Vogel, Hamburg 2002
- Astrid Lindgren: Pippi Langstrumpf feiert Weihnachten, Hamburg 2004
- Astrid Lindgren: Ur-Pippi, Hamburg 2007 (übersetzt zusammen mit Cäcilie Heinig)
- Barbro Lindgren: Andrejs Sehnsucht, Hamburg 1998
- Barbro Lindgren: Armer kleiner Allan, Hamburg 1991
- Barbro Lindgren: Die Geschichte vom kleinen Onkel, Hamburg 1980
- Barbro Lindgren: Große Schwester und Kleiner Bruder gehen in die große Welt, Hamburg 1993
- Barbro Lindgren: Gut gemacht, Benny!, Hamburg 2002
- Barbro Lindgren: Julia wünscht sich ein Tier, Hamburg 2003
- Barbro Lindgren: Max und das Auto, Hamburg 1982
- Barbro Lindgren: Max und das Töpfchen, Hamburg 1986
- Barbro Lindgren: Max und der Ball, Hamburg 1983
- Barbro Lindgren: Max und der Keks, Hamburg 1982
- Barbro Lindgren: Max und der Schnuller, Hamburg 1995
- Barbro Lindgren: Max und der Teddy, Hamburg 1982
- Barbro Lindgren: Max und die Lampe, Hamburg 1983
- Barbro Lindgren: Max und die Wanne, Hamburg 1983
- Barbro Lindgren: Max und die Windel, Hamburg 1995
- Barbro Lindgren: Paulchen und sein Freund Gogo, Reinbek 1988
- Barbro Lindgren: Pepe und das kleine Pferd, Hamburg 1997
- Barbro Lindgren: Peter und Pummel, Reinbek 1987
- Barbro Lindgren: Schwups - war die Banane weg!, Hamburg 1997
- Barbro Lindgren: Sei brav, Bodo!, Ravensburg 1995
- Birgitta Stenberg: Billy und die böse Lotta, Hamburg 1993
- Birgitta Stenberg: Billy und Lotta und der böse Nachbar, Hamburg 1994
- Bo R. Holmberg: Ein Licht in der Dunkelheit, Ravensburg 1999
- Bo R. Holmberg: So was macht die Liebe, Hamburg 2002
- Bo R. Holmberg: Tochter der Diebin, Ravensburg 1997
- Christina Björk: Die schnellste Bohne der Stadt, München 1980
- Christina Björk: Lavendel in Venedig, München 2000
- Christina Björk: Linnéa im Garten des Malers, München 1987
- Christina Björk: Linnéas Jahrbuch, München 1983
- Christina Björk: Linus läßt nichts anbrennen, München 1981
- Eva Boëthius: Mit meinem Pony durch dick und dünn, München 1995
- Eva Eriksson: Bella geht einkaufen, Hamburg 2000
- Eva Eriksson: Die Zahnreise oder Wie Bella einen Zahn verlor, Hamburg 1980
- Eva Eriksson: Eifersucht oder Kann man zu dritt im Sandkasten spielen?, Hamburg 1980
- Eva Eriksson: Hokus pokus oder Wie Gustav nicht ins Bett gehen wollte, Hamburg 1978
- Eva Eriksson: In einer kleinen Woche oder Wie Bella endlich Gustav traf, Hamburg 1978
- Eva Eriksson: Lauras Geheimnis, Hamburg 1992
- Eva Eriksson: Stefans neue Jacke, Hamburg 1987
- Eva Eriksson: Weg da, wir kommen!, Hamburg 1988
- Eva Wikander: Der Tag der Ponys, München 1997
- Eva Wikander: Sascha und das schwarze Fohlen, München 1995
- George Johansson: Willy Werkel baut ein Flugzeug, Hamburg 1995
- George Johansson: Willy Werkel baut ein Schiff, Hamburg 1995
- Gertrud Malmberg: Sommerbande, München 1999
- Gertrud Malmberg: Weiße Brennesseln und rote Disteln, Mödling [u. a.] 1996
- Görel Kristina Näslund: Florinchens Sommerbuch, Hamburg 1991
- Görel Kristina Näslund: Renettchens Apfelbuch, Reinbek 1987
- Gull Åkerblom: Zwei Freunde, ein Skateboard, München 2000
- Gunilla Bergström: Ganz schön schlau, Willi Wiberg!, Hamburg 1992
- Gunilla Bergström: Guten Tag, Herr Zauberer, Hamburg 1988
- Gunilla Bergström: Jetzt wird gefeiert, Willi Wiberg, Hamburg 1987
- Gunilla Bergström: Mehr Monster, Willi Wiberg!, Hamburg 1993
- Gunilla Bergström: Milla mitten in der Nacht, Hamburg 1992
- Gunilla Bergström: Nur Mut, Willi Wiberg!, Hamburg 2009
- Gunilla Bergström: Viel Spaß, Willi Wiberg, Hamburg 1985
- Gunilla Bergström: Was sagt dein Papa, Willi Wiberg?,  Hamburg 1990
- Gunilla Bergström: Was schenkst du deinem Papa, Willi Wiberg?, Hamburg 1994
- Gunilla Bergström: Wer rettet Willi Wiberg?, Hamburg 1979
- Gunilla Bergström: Wie gut, daß Papa Willi Wiberg hat, Hamburg 1998
- Gunilla Bergström: Willi und sein heimlicher Freund, Hamburg 1979
- Gunilla Bergström: Willi Wiberg und das Ungeheuer, Hamburg 1988
- Gunilla Bergström: Willi Wibert kann jetzt Schleifen machen, Hamburg 2009
- Gunilla Bergström: Wir bauen eine neue Welt, Willi Wiberg, Hamburg 1999
- Gunilla Hansson: Bist du fertig, Klara?, Ravensburg 1991
- Gunilla Hansson: Ein Bild für Oma, Ravensburg 1987
- Gunilla Hansson: Ein Geschenk für Oma, Ravensburg 1983
- Gunilla Hansson: Eine Geburtstagsüberraschung, Ravensburg 2005
- Gunilla Hansson: Geschichten von Max und Mia, Ravensburg 1995
- Gunilla Hansson: Gleich sind wir am Wasser, Ravensburg 1987
- Gunilla Hansson: Gute Nacht, hab ich gesagt, Ravensburg 1990
- Gunilla Hansson: Klara sagt nein, Ravensburg 2001
- Gunilla Hansson: Klara und ihr kleiner Bruder, Ravensburg 2003
- Gunilla Hansson: Klara und Papa, Ravensburg 2002
- Gunilla Hansson: Klaras Schnuller, Ravensburg 1999
- Gunilla Hansson: Mia, komm raus, Ravensburg 1987
- Gunilla Hansson: Nina, Ravensburg 1981
- Gunilla Hansson: Weihnachten bei Max und Mia, Ravensburg 1990
- Gunnel Linde: Nikis Glückssträhne, Bindlach 1996
- Hans Hansen: Wir sind umgezogen, Hamburg 1981
- Hans Peterson: Anna mal groß, mal klein, Reinbek 1988
- Hans Peterson: Anna vor der Tür, München 1991
- Hans Peterson: Anna, 7 Jahre, Reinbek 1987
- Hans Peterson: Anna, Lena und das Geheimnis, Reinbek 1987
- Hans Peterson: Aua, das tut weh!, Hamburg 1988
- Hans Peterson: Malin im Dschungel, Hamburg 1983
- Hans Peterson: Wie Erik und Lena ein Zuhause fanden, Hamburg 1990
- Henning Mankell: Das Rätsel des Feuers, Hamburg 2002
- Henning Mankell: Der Hund, der unterwegs zu einem Stern war, Hamburg 1992
- Henning Mankell: Der Junge, der im Schnee schlief, Hamburg 1998
- Henning Mankell: Der Zorn des Feuers, Hamburg 2008
- Henning Mankell: Die Macht des Feuers, Zürich 2005
- Henning Mankell: Die Reise ans Ende der Welt, Hamburg 1999
- Henning Mankell: Die Schatten wachsen in der Dämmerung, Hamburg 1994
- Henning Mankell: Ein Kater schwarz wie die Nacht, Hamburg 2000
- Ilon Wikland: Mein unglaublicher erster Schultag, Hamburg 1998
- Ilon Wikland: Wie Tine ihre Eltern bekam, Ravensburg 1985
- Jujja Wieslander: Mama Muh braucht ein Pflaster, Hamburg 2006
- Jujja Wieslander: Mama Muh fährt Schlitten, Hamburg 1994
- Jujja Wieslander: Mama Muh feiert Weihnachten, Hamburg 2009
- Jujja Wieslander: Mama Muh räumt auf, Hamburg 1997
- Jujja Wieslander: Mama Muh schaukelt, Hamburg 1993
- Jujja Wieslander: Mama Muh und der Kletterbaum, Hamburg 2005
- Jujja Wieslander: Mama Muh und die Krähe, Hamburg 1995
- Jujja Wieslander: Mama Muh will rutschen, Hamburg 2004
- Jujja Wieslander: Matti und Billa, Hamburg 1994
- Jujja Wieslander: Matti und Teddy, Hamburg 1991
- Kari Grossmann: Komm mit mir raus, Hamburg 2000
- Kari Grossmann: Suchen und finden, Hamburg 199
- Kari Grossmann: Was ist wo?, Hamburg 2005
- Kari Grossmann: Wir spielen draußen, Hamburg 2003
- Kari Grossmann: Wir spielen drinnen, Hamburg 2003
- Kerstin Johansson: Niemand kann Dich aufhalten, Karolina, Wien 1997
- Kerstin Ljunggren: Besuch bei Astrid Lindgren, Hamburg 1994
- Lars Klinting: Kasimir hat einen Platten, Hamburg 2005
- Lars Klinting: Kasimir kann alles, München 2007
- Lars Klinting: Kasimir läßt Frippe machen, Hamburg 2000
- Lars Klinting: Kasimir malt, Hamburg 1999
- Lars Klinting: Kasimir näht, Hamburg 1996
- Lars Klinting: Kasimir pflanzt weiße Bohnen, Hamburg 1998
- Lars Klinting: Kasimir tischlert, Hamburg 1996
- Lars Rudebjer: Das Zahlenabenteuer, Ravensburg 1992
- Lars Rudebjer: Eine verrückte Nacht, München 1995
- Lars Rudebjer: Wolkenbruch und Brombeersaft, Ravensburg 1993
- Lena Arro: Hilfe, die Tante kommt!, Hamburg 1996
- Lena Arro: Makrelen-August fährt zur See, Hamburg 2001
- Lena Karlin: Malte möchte gern zum Mond, Hamburg 1990
- Lieve Baeten: Die kleine Hexe feiert Weihnachten, Hamburg 1996
- Lieve Baeten: Die kleine Hexe geht auf Reisen, Hamburg 1999
- Lieve Baeten: Die kleine Hexe hat Geburtstag, Hamburg 1995
- Lieve Baeten: Die neugierige kleine Hexe, Hamburg 1992
- Lieve Baeten: Gute Nacht, Nina, Hamburg 1998
- Lieve Baeten: Kleiner, schrecklicher Drache, Hamburg 2000
- Lieve Baeten: Nina und Tim, Hamburg 2008
- Lieve Baeten: Tim und Nina malen, Hamburg 1998
- Lieve Baeten: Tim und Nina spielen, Hamburg 1998
- Liina Talvik: Voll ins Herz und voll daneben, Hamburg 2000
- Maja Hjertzell: Trau dich, Oskar!, Hamburg 2007
- Mats Wahl: Der Unsichtbare, München [u. a.] 2000
- Mats Wahl: Die Lüge, Ravensburg 1996
- Mats Wahl: Die Rache, München 2007
- Mats Wahl: Emma und Daniel, München [u. a.] 1997
- Mats Wahl: Kaltes Schweigen, München 2004
- Mats Wahl: Kill, München [u. a.] 2005
- Mats Wahl: Schwedisch für Idioten, München [u. a.] 2005
- Mats Wahl: Sehnsucht nach der großen Liebe, Ravensburg 1994
- Mats Wahl: So schön, daß es wehtut, München [u. a.] 1999
- Mats Wahl: Soap oder Leben, München [u. a.] 2004
- Moni Nilsson-Brännström: Tsatsiki - Tsatsiki, Hamburg 1997
- Moni Nilsson-Brännström: Tsatsiki, Karate oder Schmusetanz, Hamburg 1998
- Moni Nilsson-Brännström: Tsatsiki, Tintenfische und erste Küsse, Hamburg 1998
- Moni Nilsson-Brännström: Tsatsiki, Zoff und ziemlich viel Glück, Hamburg 2002
- Nan Inger: Freude schweigen wie ein Grab, München 1990
- Nan Inger: M wie Mut, München 1989
- Nan Inger: Siegesschleifen, München 1990
- Rolf Lidberg: Das große Buch der Trolle, Hamburg 1993 (zusammen mit Birgitta Dahl)
- Rolf Lidberg: Hochzeit bei den Trollen, Hamburg 1992
- Rolf Lidberg: Winter-Wunderland der Trolle, Hamburg 1993
- Rose Lagercrantz: Glücklich ist, wer Dunne kriegt, Frankfurt am Main 2018
- Rose Lagercrantz: Klara will Eis! Klara will alles! Klara will nichts!, Hamburg 2000
- Rose Lagercrantz: Das Mädchen, das nicht küssen wollte, Hamburg 1996
- Rose Lagercrantz: Metteborg in der dritten Klasse, Hamburg 1995
- Rose Lagercrantz: Metteborg in der ersten Klasse, Hamburg 1993
- Rose Lagercrantz: Metteborg in der zweiten Klasse, Hamburg 1994
- Rose Lagercrantz: Metteborg und Little Ben, Hamburg 2001
- Rose Lagercrantz: Metteborgs Flohmarkt, Hamburg 2002
- Rose Lagercrantz: Treppauf, treppab .... oder Die Alterstreppe, Hamburg 1993
- Rose Lagercrantz: Wann ist endlich Donnerstag?, Frankfurt am Main 2016
- Siv Widerberg: Das Mädchen, das nicht in den Kindergarten wollte, Hamburg 198
- Siv Widerberg: Der Junge und der Hund, Hamburg 1991
- Siv Widerberg: Die große Schwester, Hamburg 1990
- Siv Widerberg: Es waren einmal eine Mama und ein Papa, Hamburg 1988
- Sven Nordqvist: Aufruhr im Gemüsebeet, Hamburg 1991
- Sven Nordqvist: Die Hutjagd, Erlangen 1989
- Sven Nordqvist: Die lange Reise, Hamburg 1999
- Sven Nordqvist: Die Leute von Birka, Hamburg 2002
- Sven Nordqvist: Die verrückte Hutjagd, Hamburg 2007
- Sven Nordqvist: Ein Feuerwerk für den Fuchs, Hamburg 1987
- Sven Nordqvist: Findus und der Hahn im Korb, Hamburg 1997
- Sven Nordqvist: Minus reist um die Welt, Hamburg 2009
- Sven Nordqvist: Mit Findus durchs ganze Jahr, Hamburg 1999
- Sven Nordqvist: Morgen, Findus, wird's was geben, Hamburg 1995
- Sven Nordqvist: Nicke fährt Taxi, Hamburg 1992
- Sven Nordqvist: Nicke findet einen Stuhl, Hamburg 1992
- Sven Nordqvist: Pettersson zeltet, Hamburg 1993
- Sven Nordqvist: Pippin der Kleine und die große Welt, Reinbek bei Hamburg 1985
- Sven Nordqvist: Wie Findus zu Pettersson kam, Hamburg 2002
- Sven Nordqvist: Wo ist meine Schwester?, Hamburg 2008
- Svend Otto S.: Der Kamelreiter, Hamburg 1990
- Svend Otto S.: Der Riesenheilbutt, Hamburg 1981
- Svend Otto S.: Die Kinder vom Jangtsekiang, Hamburg 1983
- Svend Otto S.: Ein Schlittenhund für Mads, Hamburg 1979
- Svend Otto S.: Halldors großer Tag, Hamburg 1981
- Svend Otto S.: Vom kleinen Troll, der gern spielen wollte, Hamburg 1987
- Thomas Kanger: Der werfe den ersten Stein, München 2003
- Tord Nygren: Jakob schreibt alles auf, Hamburg 1992
- Tord Nygren: Jakob sucht Pontus, Hamburg 1994
- Tord Nygren: Jakobs neue Stiefel, Hamburg 1992
- Ulf Nilsson: Als kleine Schwester Kaninchen im großen Meer badete, Hamburg 1988
- Ulf Nilsson: Der Fluch der Pyramiden, Hamburg 1991
- Ulf Nilsson: Die freche Krähe, Hamburg 1986
- Ulf Nilsson: Fünf fette Zirkusschweine, Hamburg 1991
- Ulf Nilsson: Kleine Schwester Kaninchen und alle ihre Freunde, Hamburg 1988
- Ulf Nilsson: Kleine Schwester Kaninchen, Hamburg 1984
- Ulf Nilsson: Liebes kleines Schweinchen, Hamburg 1983
- Ulf Nilsson: Mutiger Max und wilde Tiere, Hamburg 1990
- Ulf Nilsson: Mutiger Max wird Zauberlehrling, Hamburg 1993
- Ulf Nilsson: Wenn ich doch nur fliegen könnte, Hamburg 1988
- Ulf Nilsson: Wenn ihr mich nicht hättet, Hamburg 1986
- Viveca Lärn: Der putzmuntere Papa, Hamburg 1993
- Viveca Lärn: Eddie und die beste Freundin der Welt, Reinbek bei Hamburg 1999
- Viveca Lärn: Eddie und Maxon Jaxon, Hamburg 1992
- Viveca Lärn: Eddie und Valentino, Reinbek bei Hamburg 1999
- Viveca Lärn: Johanna, die beste Freundin der Welt, Hamburg 1994
- Viveca Lärn: Mein Bruder ist immer noch mein Bruder, Hamburg 1995
- Viveca Lärn: Meine Freundin Roberta und der König, Hamburg 1987
- Viveca Lärn: Mimi in der ersten Klasse, Hamburg 1990
- Viveca Lärn: Mimi und das Monster im Schrank, Reinbek bei Hamburg 1999
- Viveca Lärn: Mimi und der Millionärsklub, Hamburg 1991
- Viveca Lärn: Mimi und die kalte Hand, Hamburg 1990
- Viveca Lärn: Mimi, Roberta und das Tagebuch, Reinbek bei Hamburg 2000
- Viveca Lärn: Mimi, Roberta und der König, Reinbek bei Hamburg 1999
- Viveca Lärn: Mimis allerbester Freund, Reinbek bei Hamburg 2001
- Viveca Lärn: Roberta, mein Tagebuch und ich, Hamburg 1988
- Viveca Lärn: Ruben mit dem langen Bart, Hamburg 1995
- Viveca Lärn: Schwein gehabt, Eddie!, Hamburg 2003
- Viveca Lärn: Wie Mimi einen Großvater bekam, Hamburg 1991